# Adolf Bertram

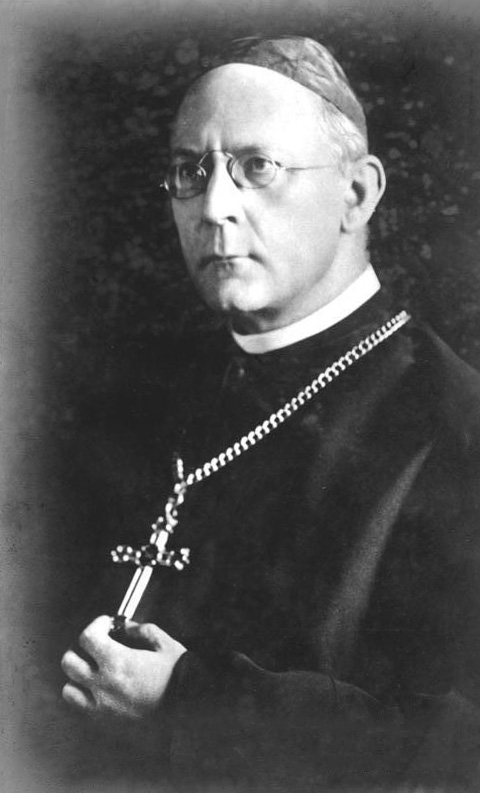
Adolf Kardinal Bertram (1916)

Bertrams Kardinalswappen ab 1930

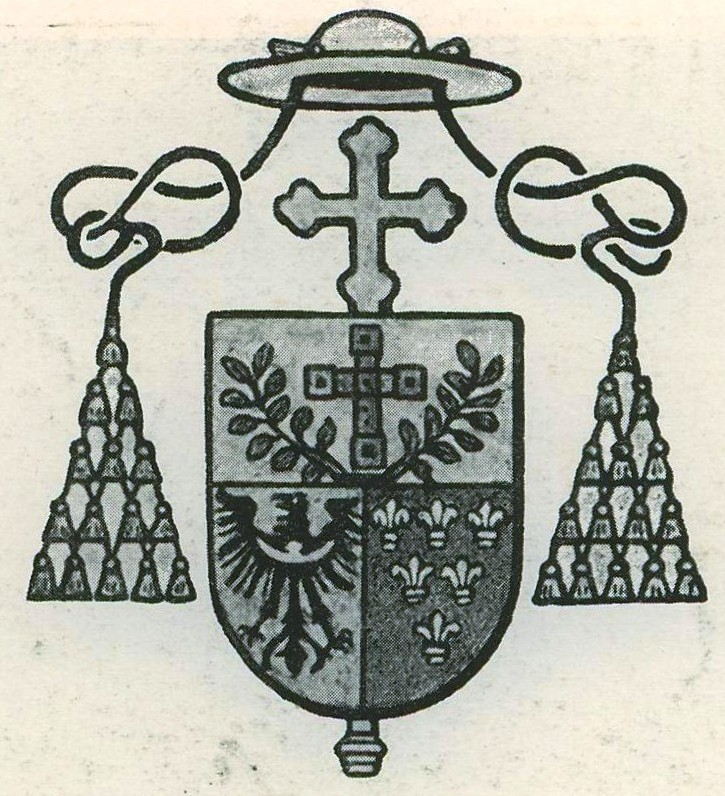
Kardinalswappen (bis 1930)

Adolf Johannes Kardinal Bertram (* 14. März 1859 in Hildesheim; † 6. Juli 1945 auf Schloss Johannesberg bei Jauernig, Tschechoslowakei) war ein deutscher römisch-katholischer Theologe sowie ab 1906 Bischof von Hildesheim und ab 1914 (Erz-)Bischof von Breslau.

## Leben

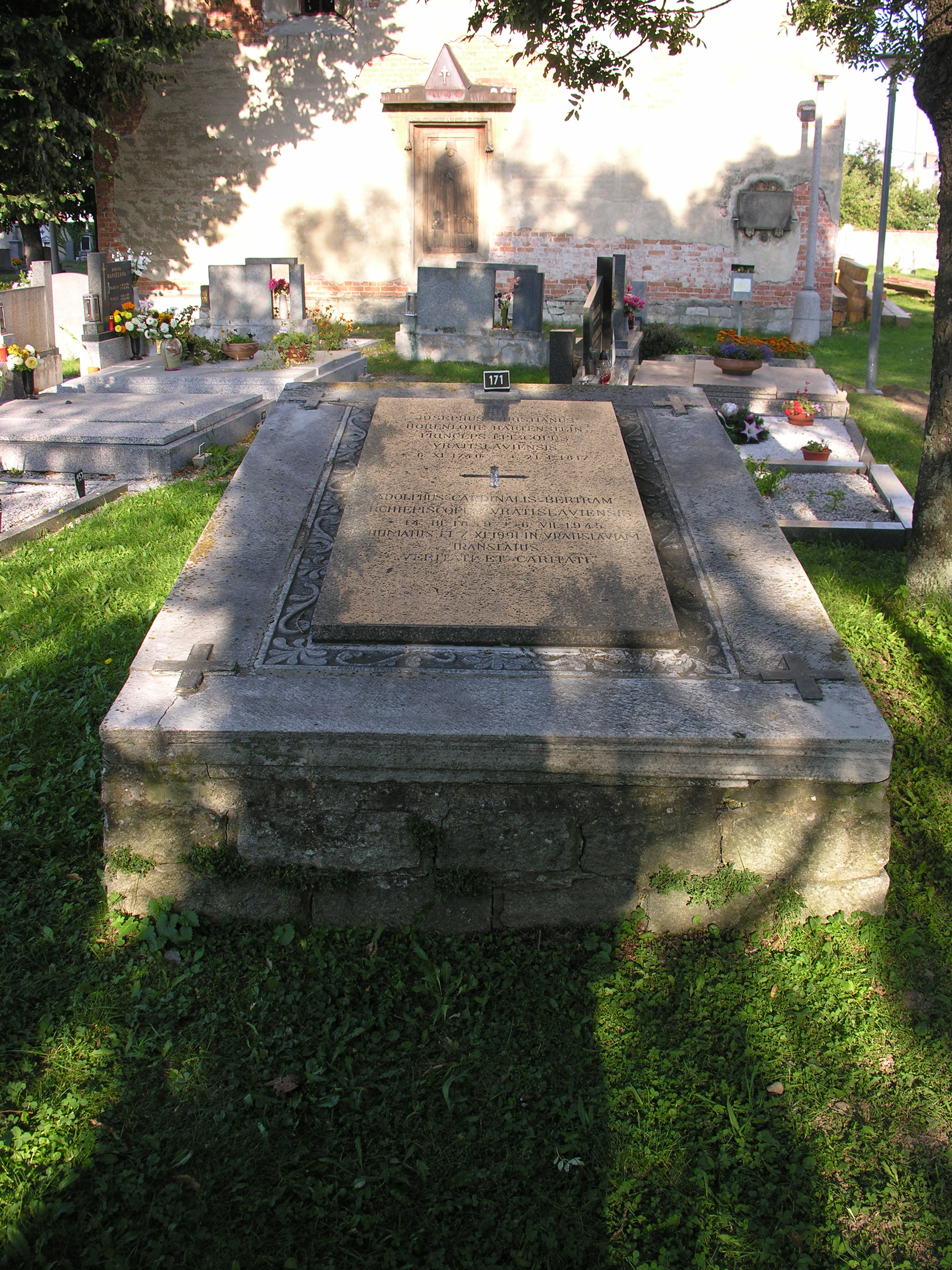
In diesem Doppelgrab in Jauernig wurde Kardinal Bertram Mitte Juli 1945 neben Fürstbischof Joseph Christian Franz zu Hohenlohe-Waldenburg-Bartenstein beigesetzt.

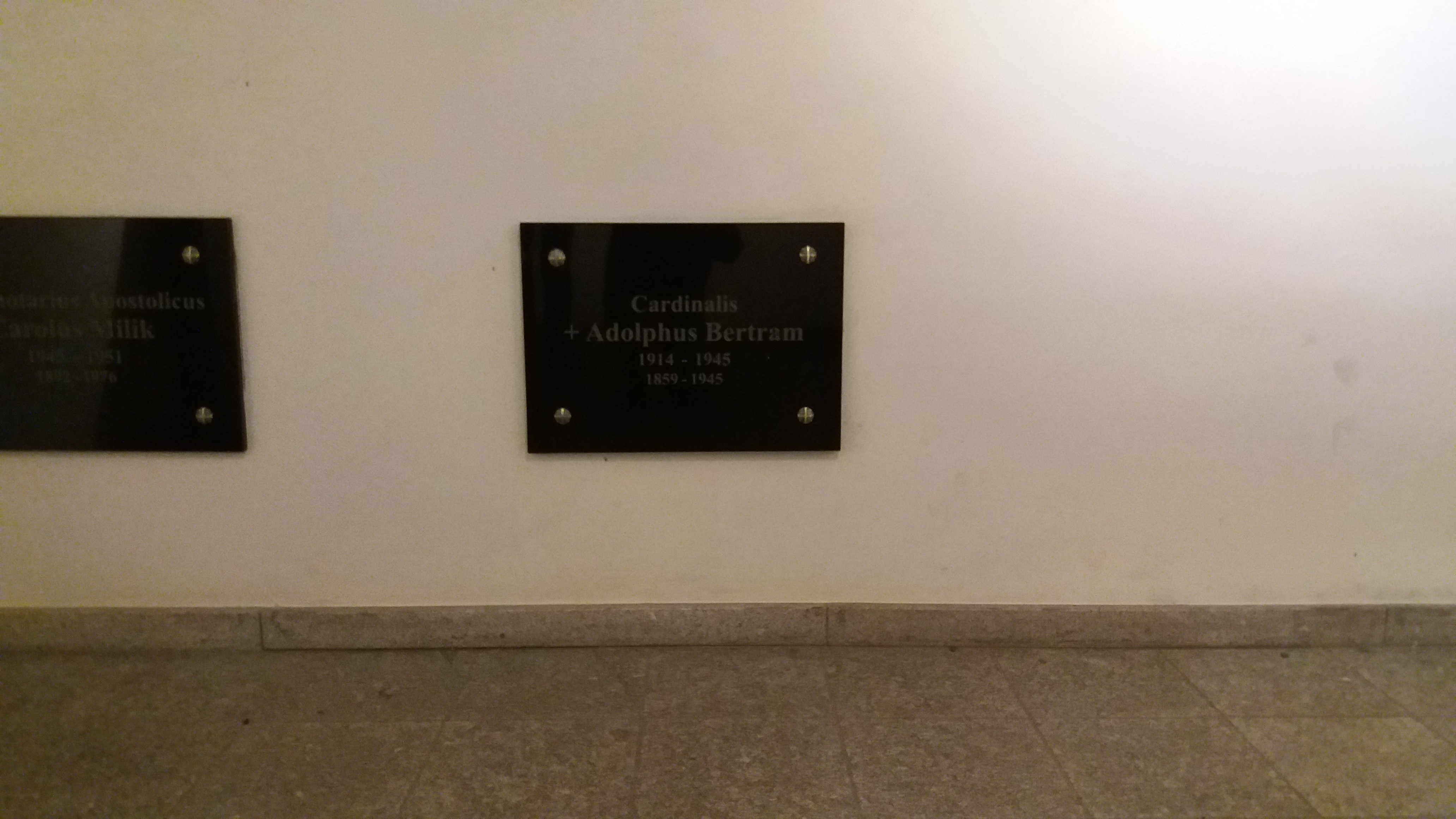
Grabplatte Kardinal Bertrams in der Bischofsgruft des Breslauer Doms.

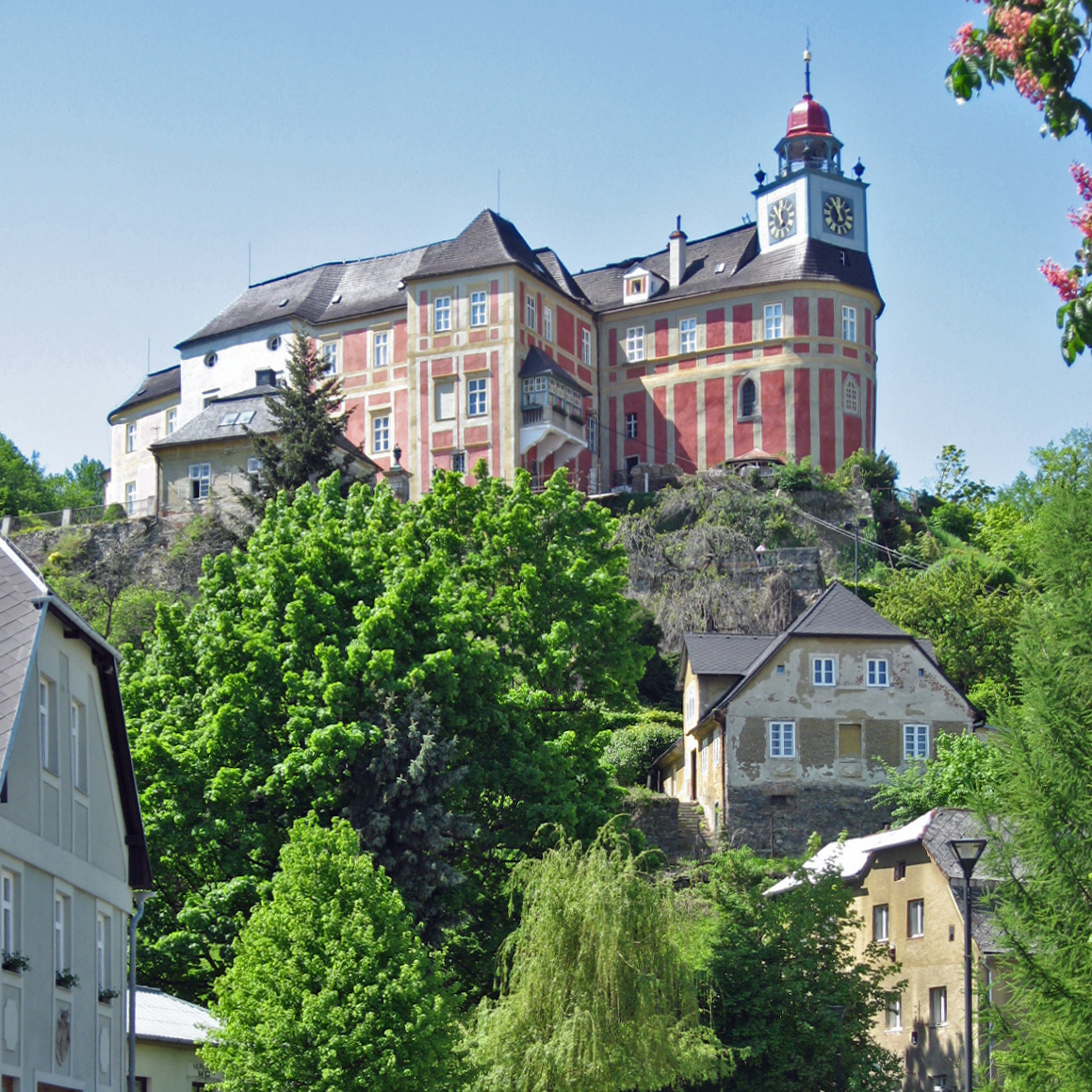
Schloss Johannesberg, Bertrams Sterbeort.

Adolf Bertram wurde am 29. März 1859 in St. Magdalenen getauft. Seine Eltern besaßen in Hildesheim ein Geschäft für Leinen, Betten und Aussteuer. Von 1869 bis 1877 besuchte er das Gymnasium Josephinum in Hildesheim.
Ab 1877 studierte er Katholische Theologie an der Universität Würzburg und der Universität München. Mit Studienbeginn trat er in den katholischen Studentenverein Unitas-Hetania ein. Am 31. Juli 1881 empfing er in Würzburg die Priesterweihe, seine Primiz feierte er am 7. August 1881 in der Hildesheimer St.-Magdalenen-Kirche. Anschließend studierte er Kanonisches Recht in Rom, wo er Alumne des Anima-Kollegs wurde. 1883 promovierte er in Würzburg zum Doktor der Theologie und 1884 in Rom zum Doktor für Kanonisches Recht. Im gleichen Jahr trat er in das Hildesheimer Generalvikariat ein. Am 1. Juli 1886 wurde er zum Dombibliothekar ernannt. Im Januar 1888 regte er den Neubau der Dombibliothek an. 1905 stieg er zum Generalvikar auf.
Nachdem er schon seit 1894 Domkapitular war, wurde er am 26. April 1906 zum Bischof von Hildesheim gewählt. Die Bischofsweihe spendete ihm am 15. August desselben Jahres der Breslauer Fürstbischof Georg Kardinal von Kopp; Mitkonsekratoren waren Hubertus Voß, Bischof von Osnabrück, und Wilhelm Schneider, Bischof von Paderborn. Nach dem Tod Kardinal von Kopps wurde Adolf Bertram am 25. Mai 1914 zum Fürstbischof der großen Diözese (seit 1930 Erzdiözese) Breslau gewählt, die allerdings schon 1922 durch die Angliederung von Ostoberschlesien an das wiedererstandene Polen und die Errichtung der Diözese Kattowitz verkleinert wurde.
Im Juli 1917, zum Beginn des 4. Kriegsjahres, mahnte er, das Vaterland reichlich zu unterstützen und festes Vertrauern zu den Führern zu haben, die ehrliche Friedensbereitschaft zeigten. Niemand solle sich von „Unzufriedenen und Hetzern aufreizen lassen“, denn Auflehnung gegen den Staat sei Auflehnung gegen die Ordnung Gottes.
Im Vorfeld der Volksabstimmung in Oberschlesien verbot Bertram 1920 seinem Klerus jede politische Agitation, womit er sich besonders bei den polnischen Nationalisten – darunter der polnische Salesianerprovinzial und spätere polnische Primas August Hlond – unbeliebt machte. Aufgrund der Verteidigung des Anspruchs der Polnisch sprechenden Diözesanen auf muttersprachliche Predigten in Gottesdienst, Beichte und Unterricht wurde er andererseits in späterer Zeit auch von den Nationalsozialisten angegriffen.
Wegen der schwierigen politischen Verhältnisse im Ersten Weltkrieg führte ihn Papst Benedikt XV. 1916 zunächst als Kardinal in pectore und gab die Ernennung erst nach Kriegsende am 5. Dezember 1919 bekannt, wobei er ihn am selben Tag als Kardinalpriester mit der Titelkirche Sant’Agnese fuori le mura in das Kardinalskollegium aufnahm. Während dieser Zeit war der Priester Johannes Pinsk als Geheimsekretär Bertrams tätig.
Von 1919 bis zu seinem Tode nahm Bertram als Vorsitzender der Fuldaer Bischofskonferenz eine kirchenpolitisch bedeutende Stellung ein. Bei Kriegsende 1945 flüchtete er vor der einmarschierenden Roten Armee nach Jauernig in den tschechoslowakischen Teil der damaligen Diözese, wo er kurz danach in seiner Sommerresidenz Schloss Johannesberg an einem Gehirnschlag starb und bestattet wurde.
1991 wurden seine Gebeine im Breslauer Dom beigesetzt. Sein Nachlass befindet sich im Erzbischöflichen Archiv in Breslau.

## Verhalten in der NS-Zeit
Bis heute ist Bertrams Verhalten gegenüber seinen polnischen Diözesanen umstritten, insbesondere in der Zeit des Zweiten Weltkriegs, sowie generell sein beschwichtigendes Taktieren gegenüber dem Nationalsozialismus. Der Kardinal vermied alles, was zum offenen Bruch zwischen Kirche und Staat hätte führen können. Eine erbetene Intervention gegen den geplanten Boykott jüdischer Geschäfte 1933 befürwortete Bertram nicht, wofür er folgende Gründe aufführte:

„Meine Bedenken beziehen sich

1. darauf, daß es sich um einen wirtschaftlichen Kampf in einem uns in kirchlicher Hinsicht nicht nahestehenden Interessentenkreis handelt;
2. daß der Schritt als Einmischung in eine Angelegenheit erscheint, die das Aufgabengebiet des Episkopats weniger berührt, der Episkopat aber triftigen Grund hat, sich auf sein eigenes Arbeitsgebiet zu beschränken […]
4. [dazu kann] die taktische Erwägung kommen, daß dieser Schritt, der nicht vertraulich im engeren Kreis bleiben kann, sicher die übelste Interpretation in den weitesten Kreisen von ganz Deutschland finden würde, was bei der überaus diffizilen und dunklen Gesamtlage keineswegs gleichgültig sein kann.

Dass die überwiegend in jüdischen Händen befindliche Presse gegenüber den Katholikenverfolgungen in verschiedenen Ländern durchweg Schweigen beobachtet hat, sei nur nebenbei berührt.“

Als auf Grund der Nürnberger Gesetze getaufte Juden keine „deutschblütigen“ Partner ehelichen durften, waren kirchliche Trauungen solcher Paare nicht mehr erlaubt. Der Bischof beschränkte sich auf eine geheime Intervention gegen diese Gesetze, die selbst innerkirchlich nicht bekannt werden sollte.
In einer Predigt bei der jährlichen Männerwallfahrt zum Annaberg sagte er 1937 vor einem großen Auditorium: „Es werden Stunden kommen, wo ihr sagen sollt, welche Religion ihr habt, ob ihr gottgläubig seid. Achtet auf eure Stunde. Was wollt ihr antworten? Den Gott, der aus Rasse und Blut geboren wird, oder den Gott, den Ludendorff predigt? An welchen Gott glaubt ihr denn? Ich glaube an Gott, den Christus verkündet hat, an den Gott, dessen Kreuze in deutschen Landen aufgestellt worden sind, und darum unterschreibe ich nur ‚römisch-katholisch‘. Das Wort ‚gottgläubig‘ genügt nicht.“
Während der Novemberpogrome 1938 verlangte der Nationalsozialistische Lehrerbund die Einstellung des Religionsunterrichts mit der Begründung, dort würden Juden verherrlicht. Bertram protestierte entschieden bei Erziehungsminister Bernhard Rust: „Jeder gläubige Lehrer weiß, daß diese Behauptung falsch und daß das Gegenteil richtig ist“.
Im Jahr 1940 verurteilte Bertram die Pläne und Propagierung der Aktion Lebensborn, den nationalsozialistischen Vitalismus sowie die künstliche Insemination von Menschen als „unmoralisch“, wobei er Lebensborn und ähnliche Vorhaben der NS-Regierung als staatlich verordneten Ehebruch bezeichnete. Nach Einführung des obligatorischen Judensterns und dem Beginn der Deportation von Juden aus Deutschland 1941 stellte sich für die Katholische Kirche in Deutschland das Problem, wie sie sich zu ihren Mitgliedern jüdischer Abstammung verhalten sollte. Bertram erließ am 17. September 1941 Richtlinien, wonach kein Unterschied zwischen Gemeindegliedern „arischer“ und „nichtarischer“ (das heißt: jüdischer) Abstammung zu machen sei. Deren „Absonderung“ sei „so lange als möglich zu vermeiden“; allerdings könnten ihnen die Gemeindepfarrer empfehlen, „möglichst die Frühgottesdienste zu besuchen“. Im Falle von Störungen solle eine Erklärung verlesen werden, wonach es in der Kirche keine Unterschiede nach Herkunft und Abstammung gebe. Einen getrennten Kirchenbesuch der Judenchristen zog Bertram aber dennoch in Erwägung. In einem Schreiben an Kardinal Michael von Faulhaber vom Oktober 1941 äußerte er sich wieder anders: Nun meinte er, die Kirche habe dringendere Sorgen als die konvertierten Juden. Über das Schicksal der nichtkonvertierten äußerte er sich gar nicht. Einen Monat später verhinderte er die Veröffentlichung eines Hirtenbriefs, den die Bischöfe Konrad Graf von Preysing, Wilhelm Berning und Conrad Gröber entworfen hatten und in dem gegen die Grundrechtseinschränkungen des NS-Regimes und seine antikirchlichen Maßnahmen protestiert wurde. Den beginnenden Holocaust und die unmenschliche Behandlung der sowjetischen Kriegsgefangenen hatten sie ausgeklammert. Bertram lehnte die Veröffentlichung „im Prinzip und aus praktischen Gründen“ ab.
1943 machte Bertram eine Eingabe zugunsten der jüdischen Partner in „Mischehen“, deren Deportation in die Konzentrationslager befürchtet wurde. Sie blieb geheim. Namens des Gesamtepiskopats erhob er auch Einspruch gegen eine geplante Verordnung zur Scheidung von „rassisch gemischten Ehen“, da dies für ihn eine Verletzung des Sakramentenrechts darstellte. Allerdings versicherte er den verantwortlichen staatlichen Stellen, dass seine „Vorstellungen nicht einem Mangel an Liebe zum Deutschtum, nicht einem Mangel an Gefühl nationaler Würde entspringen, auch nicht einer Geringschätzung der schädlichen Einflüsse eines Überwucherns jüdischer Einflüsse gegenüber deutscher Kultur und vaterländischen Interessen.“
Verschiedene Historiker interpretierten eine undatierte handschriftliche Notiz Bertrams dahingehend, er habe noch Anfang Mai 1945 die Priester seiner Diözese aufgefordert, „ein feierliches Requiem im Gedenken an den Führer“ zu halten. Der amerikanische Rechtswissenschaftler Ronald J. Rychlak, der Papst Pius XII. mehrfach gegen den Vorwurf verteidigte, zum Holocaust öffentlich geschwiegen zu haben, behauptet, diese Anweisung könne von jemand anderem stammen und sei von Bertram möglicherweise annulliert worden.
Laut dem Görlitzer Bistumsarchivar Winfried Töpler muss der »Requiemszettel« entstanden sein, bevor Bertram am 22. Januar 1945 Breslau verließ, und habe Bertrams Schreibtisch nie verlassen; alle im Breslauer Archiv vorhandenen Schriftstücke Bertrams stammen aus der Zeit vor seiner Flucht und es ist praktisch ausgeschlossen, dass der Zettel nach dem Kriegsende (noch dazu als Einzelstück) aus dem nun tschechoslowakischen Jauernig nach Breslau gebracht und dort einer Akte hinzugefügt wurde. Töpler vermutete, Bertram habe ihn zwischen der Detonierung der Bombe beim Attentat vom 20. Juli 1944 um 12:42 Uhr und der öffentlichen Bekanntgabe von Hitlers Überleben um 18:28 Uhr geschrieben. Danach sei er durch einen dicken roten Strich ungültig gemacht worden. Die früheren Einschätzungen zu diesem Zettel beruhten auch darauf, dass die betreffenden Forscher das Original und die Akte, zu der es gehört, nie gesehen, sondern lediglich Fotokopien benutzt haben.
Dass Bertram nach Kriegsende 1945 behaupten konnte, vom Holocaust nichts gewusst zu haben, wird von einigen Historikern damit erklärt, dass er dieses Wissen von sich ferngehalten habe (bzw., wie der israelische Historiker Saul Friedländer meint, Bertram habe schlicht „gelogen“). Bertram habe sich geweigert, Berichte „über die Lage der Juden“ der gut informierten Mitarbeiterin Bischof Preysings Margarete Sommer anzuhören, und bestand stattdessen darauf, sie in schriftlicher Form und beglaubigt durch Preysing entgegenzunehmen, „um seine Echtheit zu garantieren“.

## Schriften
- Das Bernward-Denkmal in Hildesheim. Zur Erinnerung an den 28. September 1893. August Lax, Hildesheim 1893.
- Geschichte des Bistums Hildesheim. 3 Bände. 1899–1925 (Digitalisat)
- Jugendseele „kostbar in Gottes Augen“. Freiburg 1933.
- Hirtenbriefe und Hirtenworte. Bearbeitet von Werner Marschall, Böhlau, Köln 2000, ISBN 3-412-01399-4.